# Tvrđa
Tvrđa (Cittadella) è il centro storico della città di Osijek in Croazia. È una fortezza asburgica eretta sulla riva destra della Drava al cui interno si è sviluppato un insediamento urbano di edifici prevalentemente barocchi. È stata iscritta nella lista propositiva dei siti patrimonio dell'umanità e nel 1996 il World Monuments Fund la incluse tra i 100 siti storico-archeologici di rilevanza mondiale più a rischio descrivendola così:
(World Monuments Fund)
La fortezza fu costruita sotto l'impero Asburgico nel XVIII secolo vicino alla città medievale di Osijek dopo la sua liberazione dai Turchi avvenuta nel 1687 e nelle immediate vicinanze di un preesistente forte medievale di cui sono state scoperte tracce. La costruzione iniziò ufficialmente il 1º agosto 1712 e fu supervisionata dal comandante della città e del forte, il generale Johann Stephen von Beckers su progetto dell'architetto austriaco Massimiliano Gosseau de Henef. Nel 1715 furono completati cinque bastioni e le due porte di ingresso (Vodena Vrata e Nova Vrata). Nel 1735 furono completati ulteriori tre bastioni settentrionali. Alla fine essa divenne la più grande e moderna fortezza asburgica ai confini dell'Impero ottomano. Consisteva di otto bastioni, due armerie, due grandi depositi, l'edificio sede della guarnigione, il tribunale militare, l'ufficio di costruzione, il medico di presidio, il corpo di guardia, appartamenti ufficiali, l'ospedale militare e sette caserme. Il forte fu completamente circondato da muri e palizzate e aveva quattro porte principali su ogni lato (nord, sud, est, ovest). Tvrđa aveva illuminazione stradale già dal 1717 e fu il luogo della prima fornitura di acqua pubblica in Croazia, inaugurata nel 1751 con il sistema fognario costruito poco dopo nel 1760, mentre il trasporto pubblico con tram a cavallo fu disponibile dal 1884.
L'importanza militare di Tvrđa diminuì dopo il Congresso di Berlino del 1878 e con la crescente stabilità della regione. Gran parte di mura e fortificazioni furono distrutte nel 1920 in quanto ostacolo allo sviluppo di Osijek. Il nucleo interno della fortezza rimase intatto ed ora è sede di chiese, musei, scuole e altri edifici pubblici, oltre a numerosi bar e ristoranti. Solo le mura del lato settentrionale, parte del 1º e dell'8º bastione e la porta settentrionale nota come 'Porta dell'Acqua' (Vodena vrata) sono rimaste integre. Tvrđa subì danni significativi durante la Guerra d'indipendenza croata nel corso del 1990.

## Storia

### Medioevo e periodo Ottomano

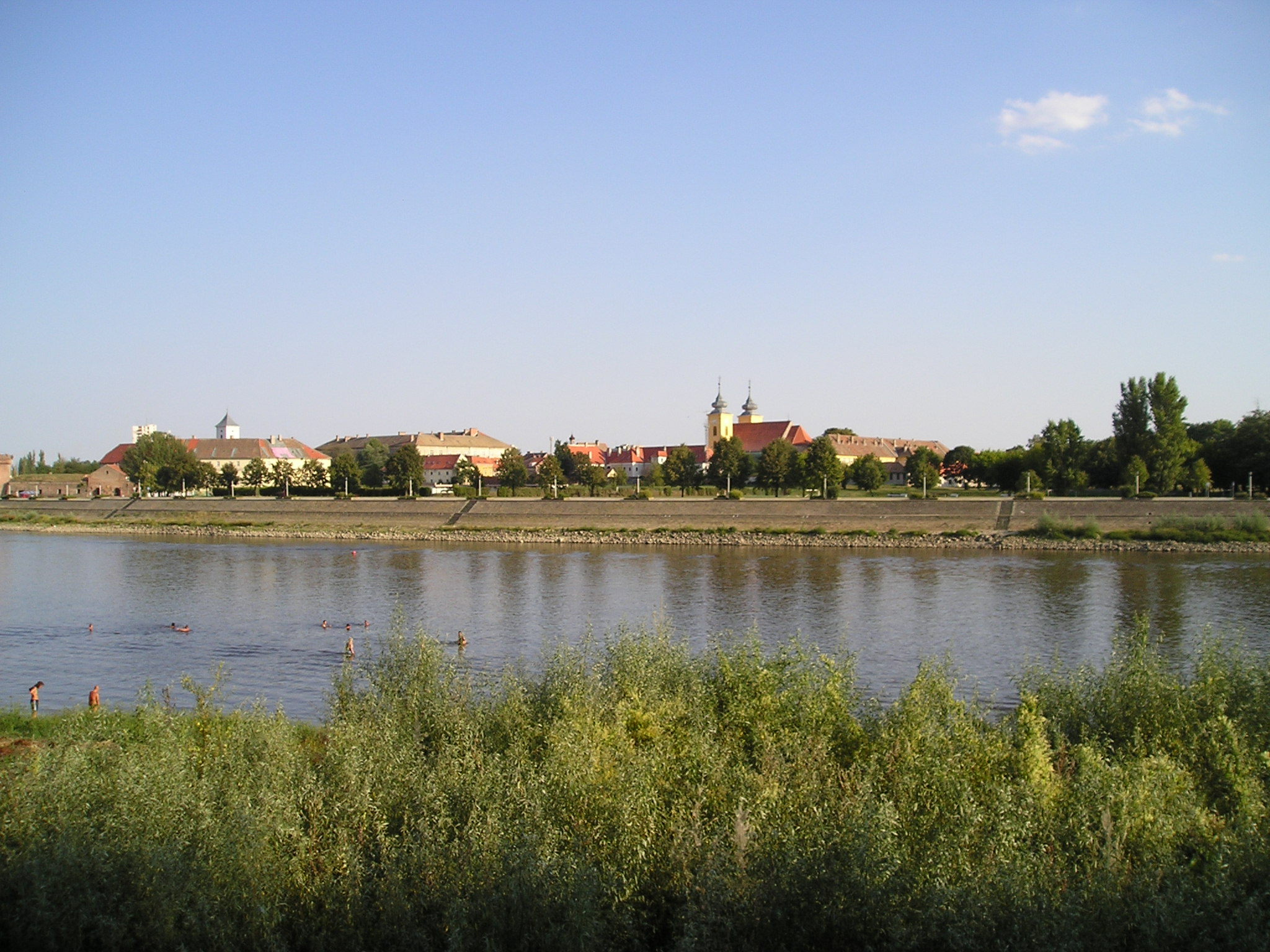
Tvrđa vista attraverso il fiume Drava (probabile luogo del vecchio ponte di Suleiman).

I primi riferimenti al nome della città medievale di Osijek risalgono al 1196, il centro della città era sulla riva del fiume Drava dove adesso c'è Tvrđa. Era un insediamento commerciale ed un porto dagli inizi del XII secolo sulla via di comunicazione tra le città di Pécs e Buda. Il sito fu sede della chiesa romanica della Santissima Trinità. Tra il 1526 e il 1687, Osijek fu sottomessa all'Impero ottomano, che non ne cambiò sostanzialmente fisionomia ma introdusse luoghi di culto islamici, dandone un'apparenza orientale. Tracce delle vestigia medievali e ottomane della città sono tutt'oggi visibili compresi i resti del muro della vecchia fortezza ottomana noti come "Mura turche" (Turski zid in lingua croata) o "Forte di Filibey" (Filibejeva utvrda in lingua croata) nei pressi della strada di accesso alla cittadella di Tvrđa.
Durante il periodo ottomano, Osijek era nota per il ponte di Suleiman. Collegava Osijek e Darda, e la sua costruzione fu iniziata da Ibrahim Pascià il 16 agosto 1526 su ordine di Solimano il Magnifico. Si presentava come una strada di legno poggiata su pilastri lunga circa 7 km e larga 6 m ed era visto come minaccia per l'Europa cristiana. Fu attaccato più volte prima di essere distrutto nel 1664 che per ordine dal feudatario croato Nicholas VII Zrin fu incendiato. Ricostruito durante il regno di Solimano II fu definitivamente distrutto dal fuoco appiccato dall'esercito austriaco nel 1686.

### Progetto e costruzione

#### Conformazione originaria del tardo XVII secolo
I primi insediamenti militari a Tvrđa risalgono al 1687 quando l'esercito asburgico estromise gli Ottomani dalla città di Osijek durante la Grande Guerra Turca e decise di farla diventare centro nevralgico militare della Slavonia orientale. Luigi Guglielmo, comandante militare del Sacro Romano Impero, considerava la posizione di Osijek così strategica che ne sollecitò la riparazione delle fatiscenti mura e propose la costruzione di un innovativo forte militare secondo le linee guida dell'architetto militare Sébastien Le Prestre de Vauban.
Venne nominato un magistrato (istituzione di un municipio) nel 1690, il progetto del nuovo forte era ancora in fase di elaborazione e l'insediamento della città era definito da un documento dell'agosto dello stesso anno in "rovina" quando due mesi dopo, il 29 ottobre, l'esercito ottomano improvvisamente attaccò la città e gli invasori vennero respinti grazie solo ad una difesa ben organizzata. I Turchi si ritirarono il 6 novembre, dopo un breve assedio. L'evento fu una chiara lezione che la costruzione del forte non deve essere rimandata ulteriormente. La prima fase di conversione della Cittadella in fortezza si basò su piani messi a punto dal tecnico Mathias von Kaiserfeld nel 1691.

#### Aspetto del XVIII secolo

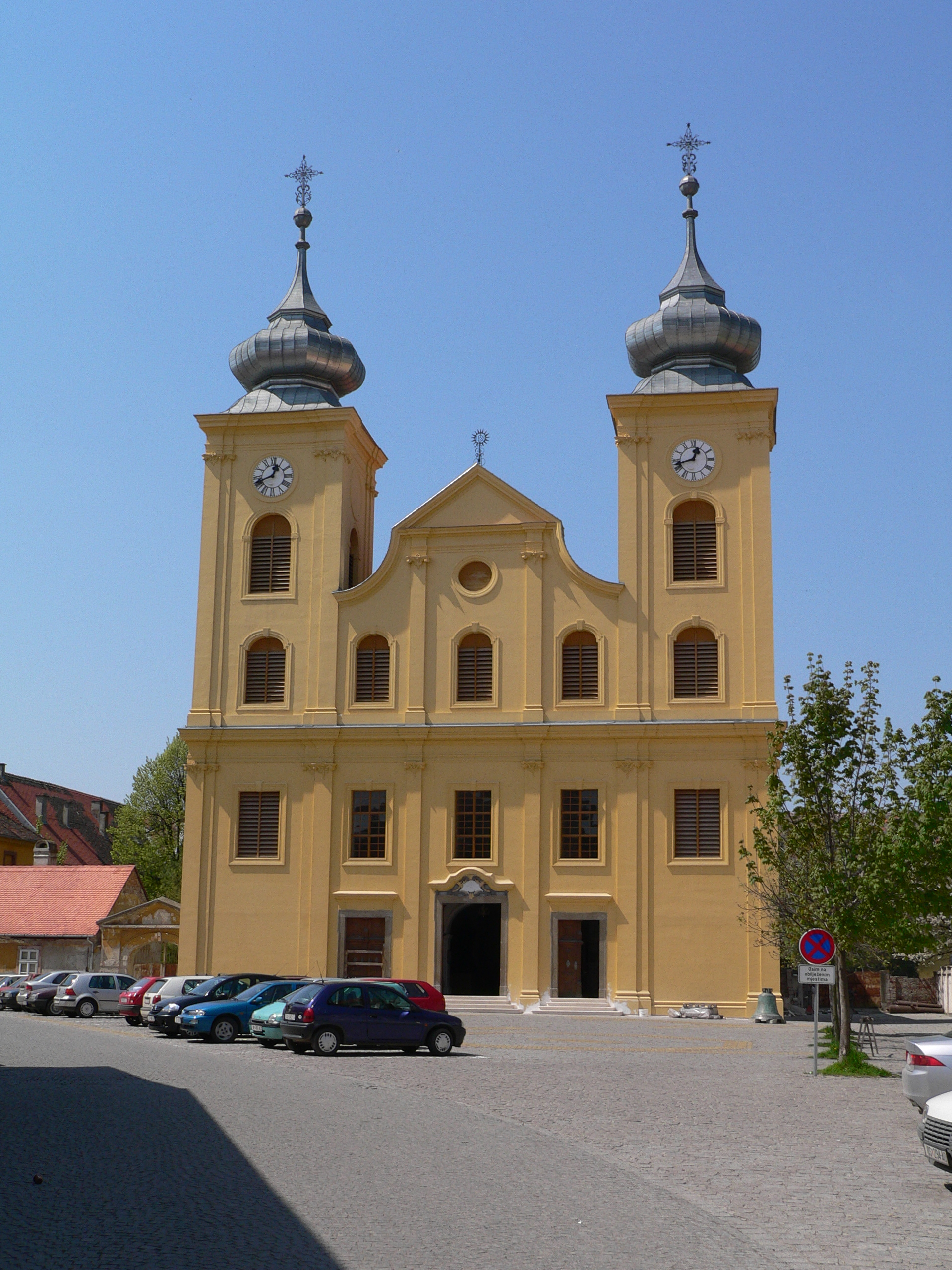
Chiesa di San Michele a singola navata e due torri (1725–1748) costruita dai Gesuiti su fondamenta della moschea di Kasim pasha.

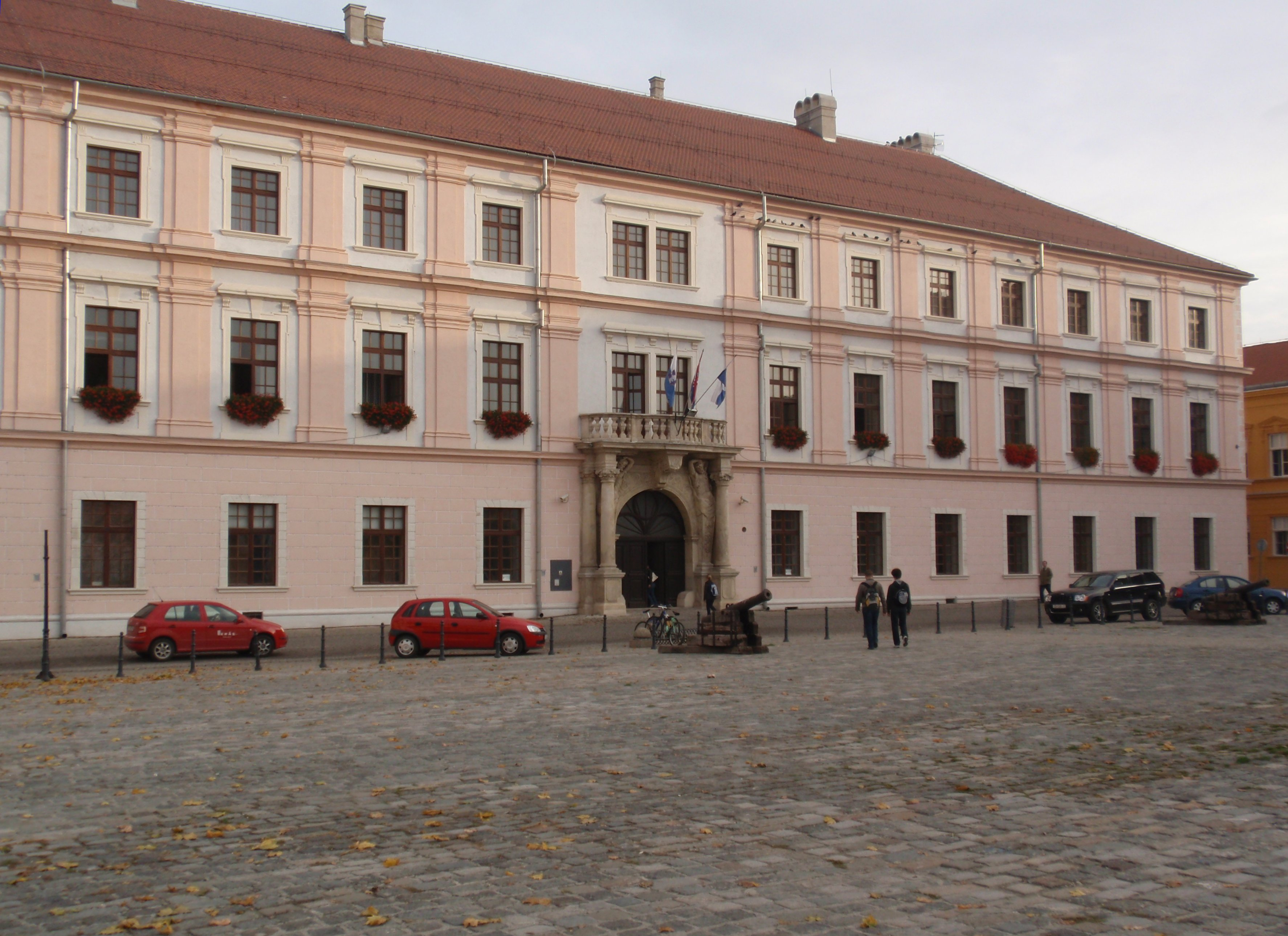
Palazzo dell'ex Comando Generale

Il piano originale fu progettato per rafforzare le mura della città, ma non prevedettero l'incotrollata sviluppo interno. Nuovi disegni della fortezza sulla riva destra del fiume Drava furono progettati da Massimiliano Gosseau de Henef quando la costruzione era già in corso. A partire dal 1712, gli ingegneri austriaci integrarono la caserma, il quartier generale del personale, chiese e monasteri, circondato da un sistema di fossati, bastioni e le posizioni dei cannoni, rispettando il progetto di Gosseau.
Ad iniziare dal 1715 tutti e cinque i bastioni e due porte furono completati. La costruzione del fortino sulla sponda opposta del fiume designata ad offrire protezione da nord e come testa di ponte fu completato nel 1721. La costruzione della città interna fu completata dal 1733, e nel 1735 furono completati altri tre bastioni settentrionali, un ufficio postale, l'ufficio di costruzione della fortezza e l'ospedale. Alla fine esso era composto da otto bastioni, due armerie, due grandi depositi, l'edificio sede della guarnigione, il giudice militare, l'ufficio di costruzione, il medico di presidio, il corpo di guardia, appartamenti ufficiali, l'ospedale militare e sette caserme. Basato su un 'modello ad anello', la fortezza occupava una superficie di 80 ettari, rendendo Tvrđa la più grande fortezza sul confine dell'Impero ottomano.

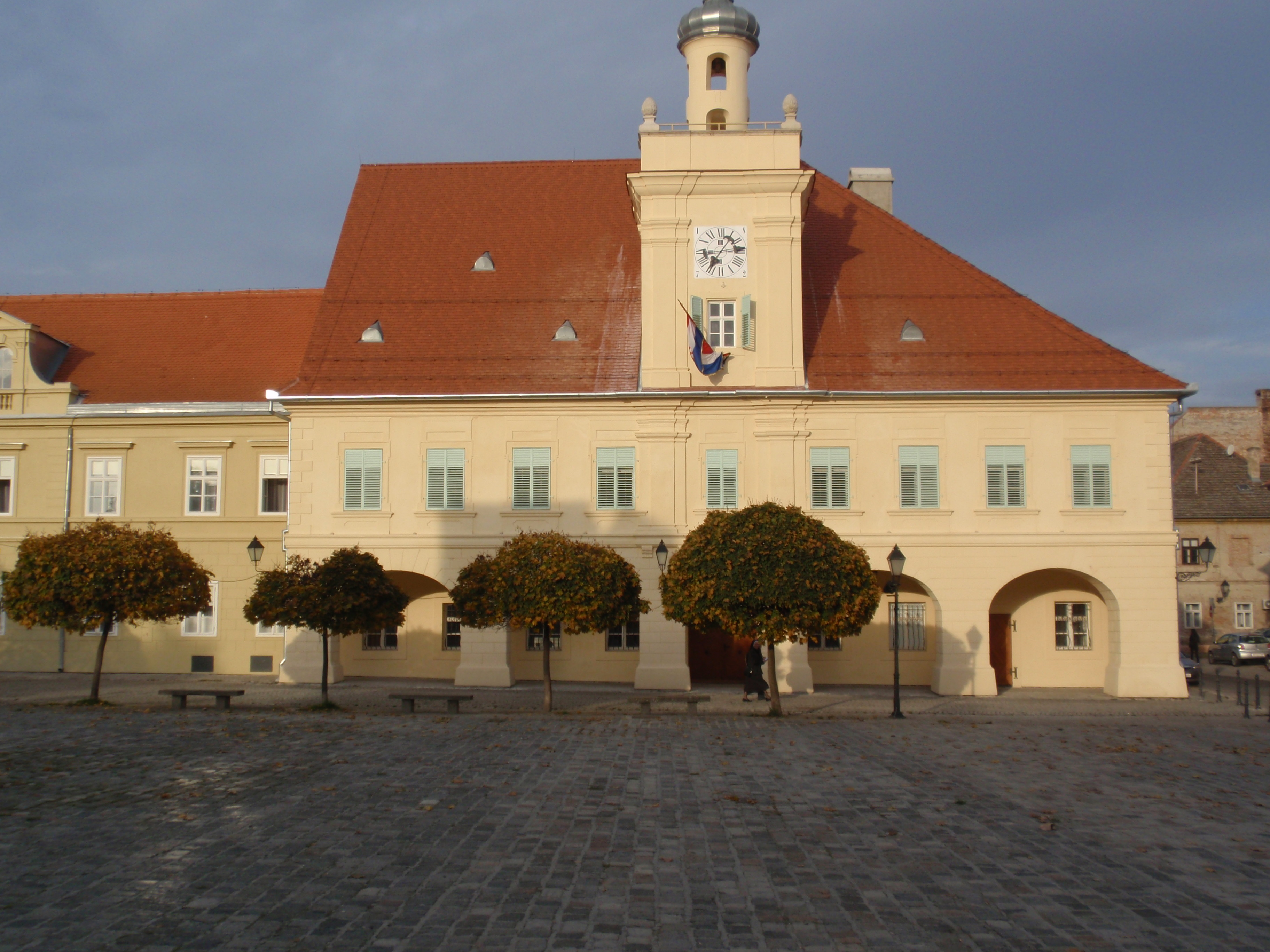
Former Guardhouse (in croato Glavna straža in tedesco Hauptwache), built in 1729, now hosts the Archaeological Museum.

Il piano di Gosseau lasciava spazio per chiese da costruire dove un tempo sorgevano moschee. In principio furono usate moschee convertite come chiese; Nel 1709 i francescani iniziarono a costruire una chiesa baroccache fu consacrata nel 1732. Un monastero francescano fu costruito tra 1699 e 1705, ed una nuova ala fu aggiunta tra il 1731 e il 1733, che divenne un nuovo monastero nel 1761. Nel 1725, i Gesuiti iniziarono la costruzione della chiesa parrocchiale di San Michele (in croato Sveti Michele) dopo la costruzione di un monastero. Questa chiesa, fu già in uso dopo il 1734 anche se ancora incompleta. A Colonna della Santissima Trinità fu eretta nella piazza principale del forte nel 1730 come monumento in ricordo della peste raffigurante volte con piedistalli su cui i quattro protettori contro la peste erano collocati. Quattro piedistalli supplementari furono aggiunti nel 1784, ognuna con la statua di un santo. Tvrda aveva illuminazione già nel 1717 , ed il primo sistema di fornitura di acqua pubblica in Croazia fu aperto nel 1751.
Dalla metà del XVIII secolo si contavano più di 35 locande. Il principe Giuseppe alloggiò in una di esse durante la visita ad Osijek. Nel 1786, Giuseppe II, decretò la fusione della città alta di Osijek, della parte bassa e di Tvrda in un unico Consiglio del paese.

### XIX e XX secolo

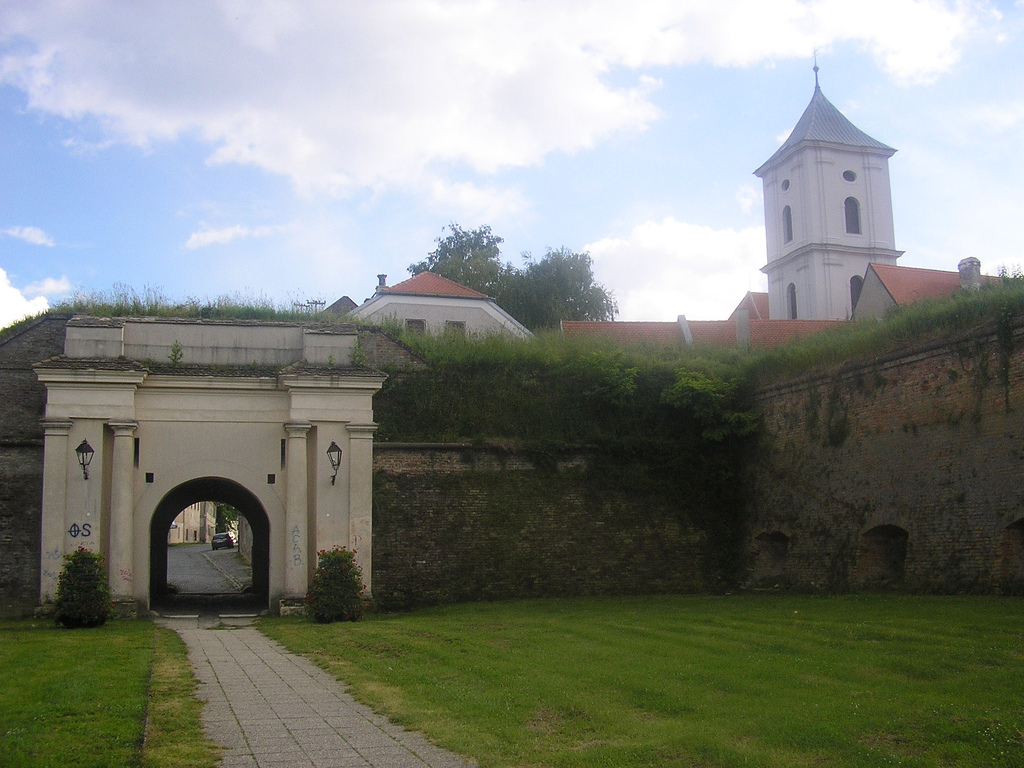
Porta dell'acqua (in croato Vodena vrata) è l'unica porta rimasta delle quattro originarie.

Già dalla seconda metà del XVIII secolo lo sviluppo della cittadella era ormai fermo, non si costruì più e la manutenzione del forte cominciò a diventare onerosa. Nel 1809 ad Osijek fu concesso lo status di libera città regia. Il municipio di Osijek fu ospitato in un edificio all'angolo sud-est della piazza principale di Tvrđa.
Importanza militare di Tvrđa diminuì dopo il Congresso di Berlino del 1878 a seguito della stabilità politica e militare nella regione. I due bastioni nord-occidentali furono demoliti nel 1870, aprendo la strada per il Parco di Ambrogio (in croato Ambrozijev perivoj). La costruzione della Royal Grammar School fu avviata nel 1881, e la Regia Scuola secondaria generale completata nel 1890. Un seminario vescovile fu costruita nell'angolo sud-ovest della piazza principale nel 1898. Questi erano gli unici edifici costruiti all'interno delle mura di Tvrđa negli ultimi tre decenni del XIX secolo.
Con la crescita di Osijek la presenza del forte ostacolò il potenziale di sviluppo urbano. La demolizione di gran parte delle mura della fortezza accadde tra il 1923 e il 1926, con la costruzione di un tram elettrico. L'ultima polveriera, che si trovava dietro la chiesa di San Michele, fu demolita nel 1958. La maggior parte delle fortificazioni furono demolite (solo il primo, l'ottavo bastioni, il muro nord e la porta dell'acqua furono mantenuti), ma il centro di Tvrđa rimase intatto . L'esercito popolare jugoslavo fu mantenuto in una guarnigione e un ospedale militare a Tvrđa, ma nel 1980 questi edifici sono stati progressivamente abbandonati, e adattati in atelier di pittori e scultori locali.
Il forte subì notevoli danni durante la guerra, che durò dal 1991 fino al 1995, con notevoli danni strutturali a tetti, muri e pavimenti.

## Oggi

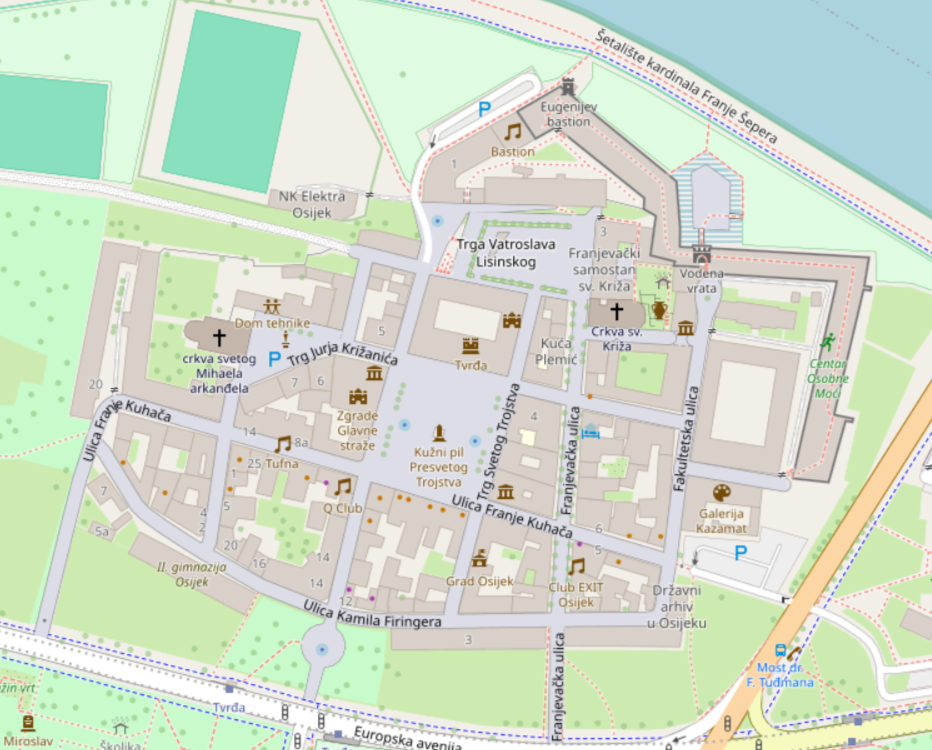
Mappa odierna di Tvrđa

Tvrđa, in seguito alla ridotta importanza strategica della fortezza, divenne centro della vita amministrativa, educativa, culturale e scientifica di Osijek e dell'intera regione
La prima scuola di Osijek fu istituita a Tvrđa e le sue istituzioni scolastiche hanno accolto i premi Nobel Lavoslav Ružička e Vladimir Prelog. La Facoltà di Agraria occupa l'ex quartier generale dal 1995, dopo che la precedente sede fu distrutta durante la guerra croata di indipendenza. La Facoltà di Tecnologie Alimentari si trasferì nell'edificio che ospitava l'ospedale militare di Osijek, dalla metà del XVII secolo fino agli inizi degli anni 1990. Altre istituzioni educative di oggi in Tvrđa includono il II e III Ginnasio, la Scuola di Musica Franjo Kuhac (ex Seminario cattolico-romano), il Ginnasio Gesuita (presso l'ex caserma logistica costruita nella metà del XVIII secolo), e la Facoltà di Economia (ex liceo femminile).
La fortezza è ormai un centro della vita notturna di Osijek con numerosi bar e ristoranti. Ospita inoltre il Museo della Slavonia dal 1946, il più grande museo in Croazia.

## Patrimonio mondiale dell'umanità
(Ive Mažuran, un esperto di Tvrđa)
Il World Monuments Fund ha descritto Tvrđa come unico esempio di centro urbano, commerciale ed amministrativo di barocco militare del diciottesimo secolo. Oggi è nella lista dei siti croati accreditati per la nomina come patrimonio dell'umanità.
Nel corso della Guerra d'indipendenza croata, il 90 per cento degli edifici di Tvrđa furono in qualche misura danneggiati e il forte è stato inserito nella lista dei siti in pericolo del 1996 ma non è più menzionato da allora.
L'edificio del quartier generale risalente al 1726 e la pianta della fortezza furono raffigurati sul rovescio del moneta croata da 200 kuna, emesse nel 1993 e nel 2002.
L'Agenzia per il Restauro della cittadella di Osijek (in lingua croata Agencija za obnovu osjecke Tvrde) istituito nel 1999 ha tra i suoi obiettivi dichiarati la tutela, il restauro e il rilancio di Tvrđa. Il processo di restauro mira a preservare le qualità architettoniche, storiche ed estetiche di Tvrđa in piena conformità con i principi di restauro stabiliti dal Consiglio Internazionale dei Monumenti e dei Siti, pur mantenendo il suo carattere multifunzionale. È prevista la cooperazione internazionale, in particolare con il Consiglio d'Europa. L'Agenzia è finanziato congiuntamente da governo della Croazia, Regione di Osijek e della Baranja e la città di Osijek.